# Chocenice (nový zámek)
Nový zámek v Chocenicích se nachází v bezprostřední blízkosti starého chocenického přechodného sídla a od 3. května 1958 je kulturní památkou.

## Historie
Kryštof Kokořovec z Kokořova nechal v Chocenicích na přelomu 16. a 17. století vystavět renesanční tvrz. Dále se na panství vystřídali Kocové z Dobrše, Gutštejnové, Sinzendorfové a Černínové z Chudenic. Tvrz byla na sklonku 17. století přestavěna na barokní zámek, jenž ve 2. třetině 19. století získal současnou neoklasicistní podobu.
Na počátku 20. století byla část objektu využívána zdejší základní školou. V roce 1927 začala v zámku z iniciativy Josefa Skupy fungovat dětská ozdravovna. V době protektorátu se na zámku nacházela četnická stanice a po válce až do začátku 80. let zde opět fungovala škola.
Po roce 1989 byl objekt prodán firmě ELIS Plzeň, s.r.o., s níž byl veden spor o nepřípustné zásahy do památkové hodnoty. Firma nechala ku příkladu zlikvidovat část původních podlah. Na zámku se dále vystřídala řada jiných soukromých subjektů, které se o hodnotnou památku adekvátně nestaraly. I poslední z majitelů se dostal do konfliktu s Národním památkovým úřadem, který kritizoval jeho nepřiměřené zásahy, poškozující autenticitu objektu. Majitel roku 2019 požádal o stažení památkové ochrany pro tento objekt, což bylo však zamítnuto.

## Popis
Na půdorysu do písmene U se rozprostírá volně stojící budova s hlavním průčelím o osmi osách, jejíž fasády jsou členěny kladím a sokly. Nad hlavní římsou se nachází pětiúhlý štít, orámovaný římsou, s hodinami. Na hřebeni valbové střechy se nachází zvonička s cibulovou bání, jež však k původní stavbě nepatří a majitel ji do konceptu zámku přidal dodatečně bez úředního povolení. Přízemní prostory jsou zaklenuty, interiéry v patře jsou plochostropé. Ke stavbě přiléhá bývalý zámecký park, který taktéž prochází revitalizací.